# 斯拉武塔
斯拉武塔（羅馬化：Slavuta）是位於乌克兰赫梅利尼茨基州舍佩蒂夫卡區斯拉武塔市镇内的城市及该市镇的行政中心，2020年7月18日前为斯拉武塔區的行政中心（该市在2020年7月18日前为该州的州辖市，并不在该区的管辖范围内）。該市位於戈倫河畔，距離州府赫梅利尼茨基80公里，面積20平方公里，海拔高度217米，2022年人口数量为34,918人。

## 图集

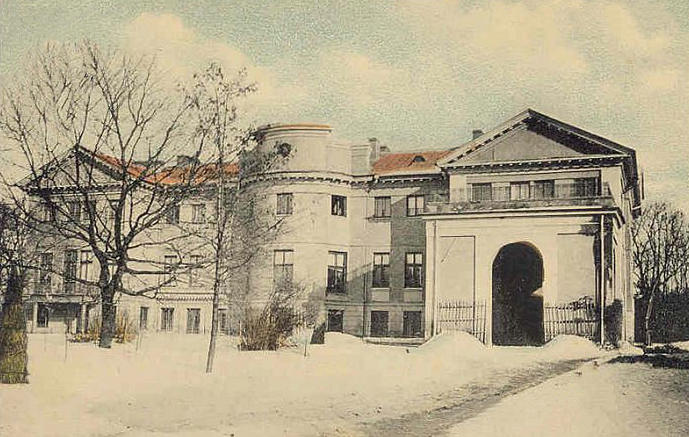
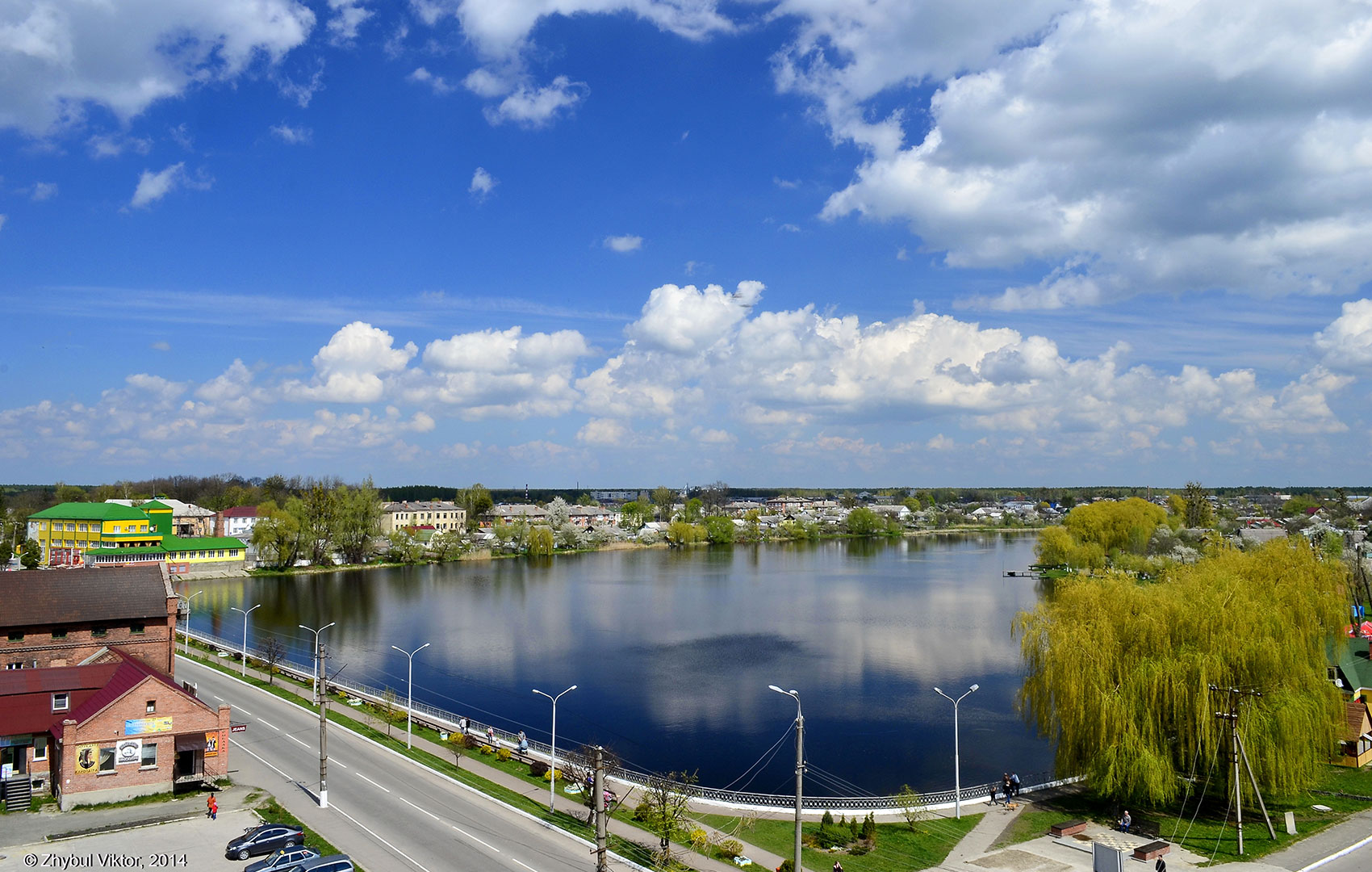
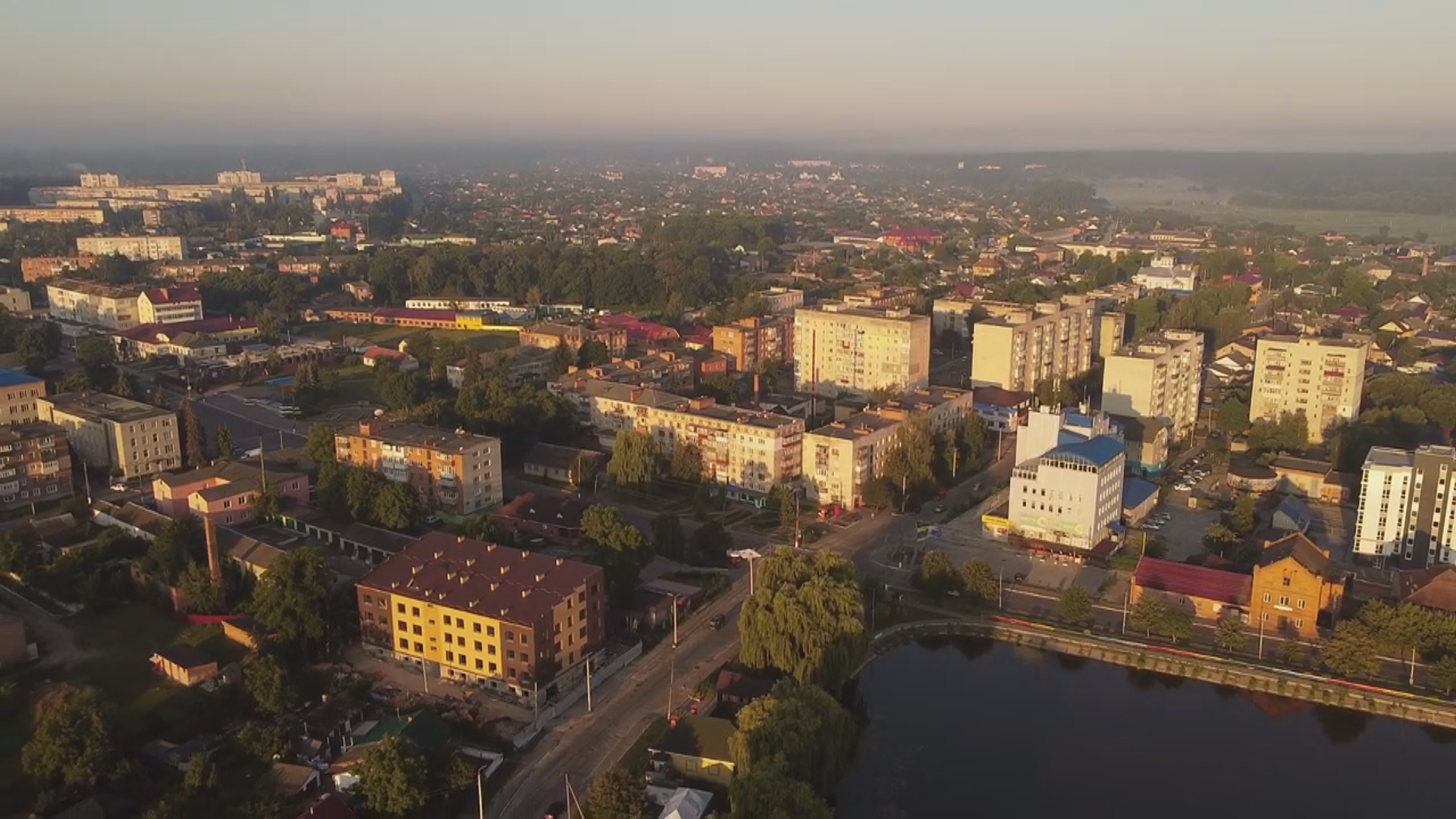
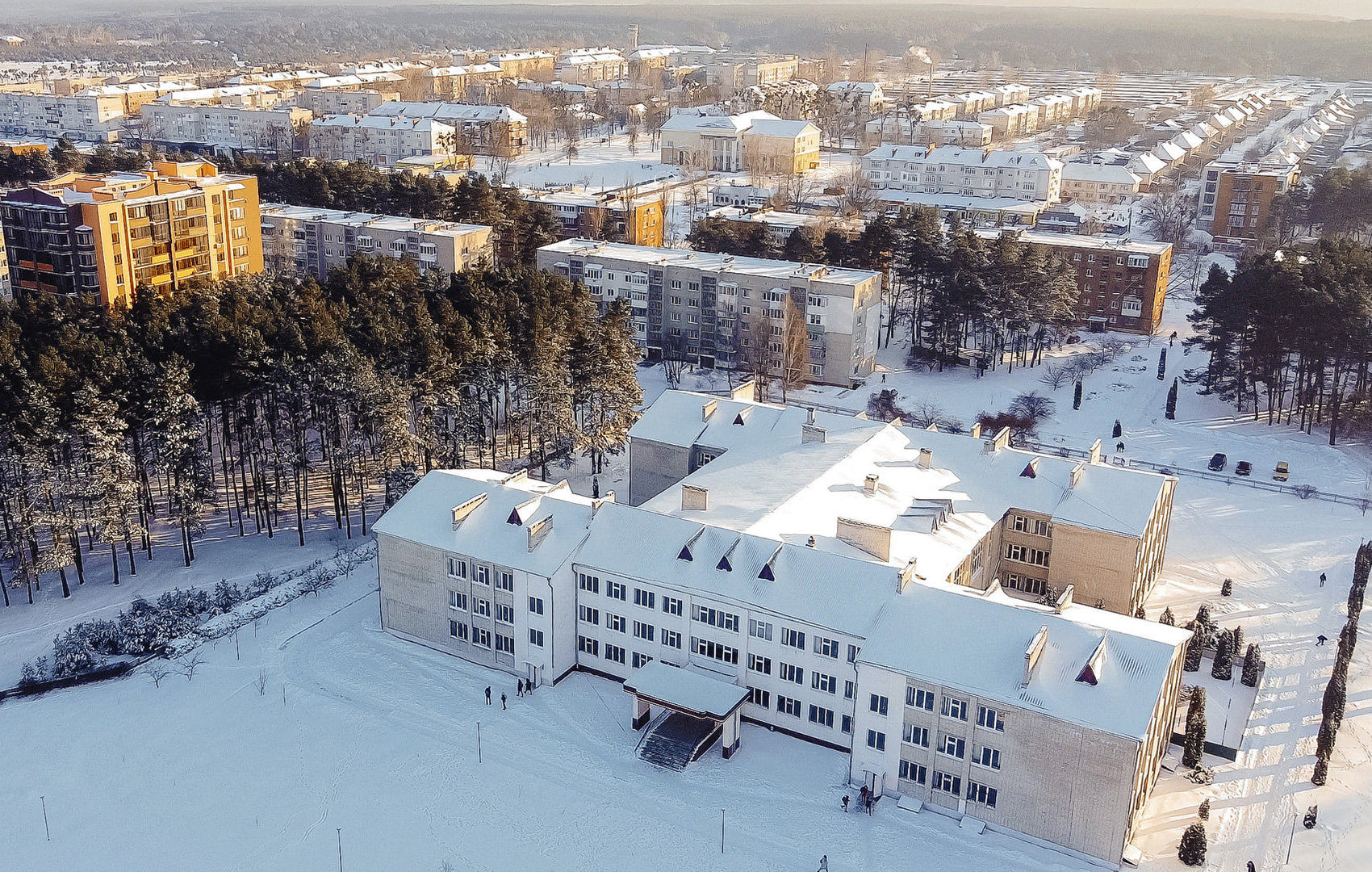
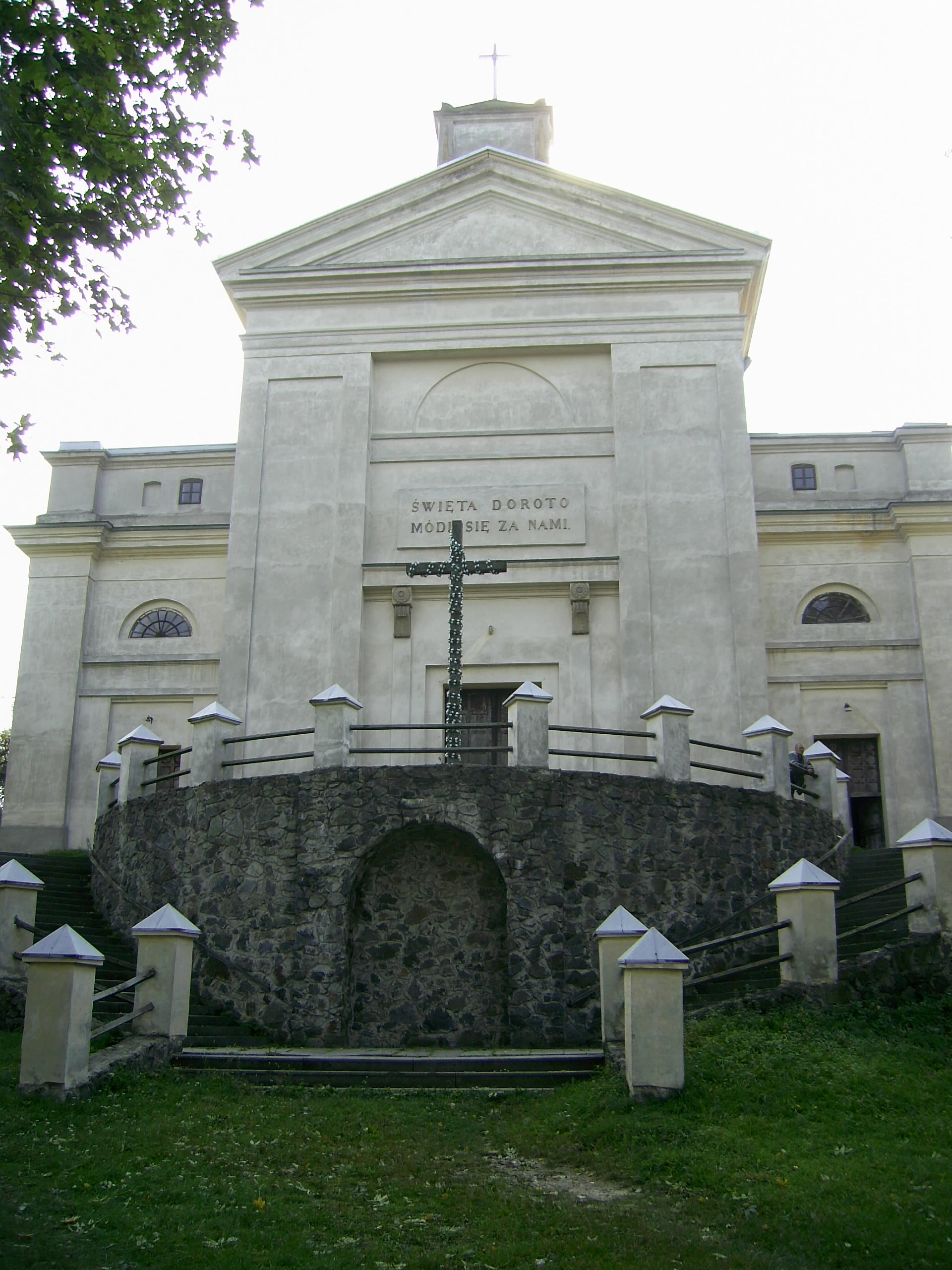
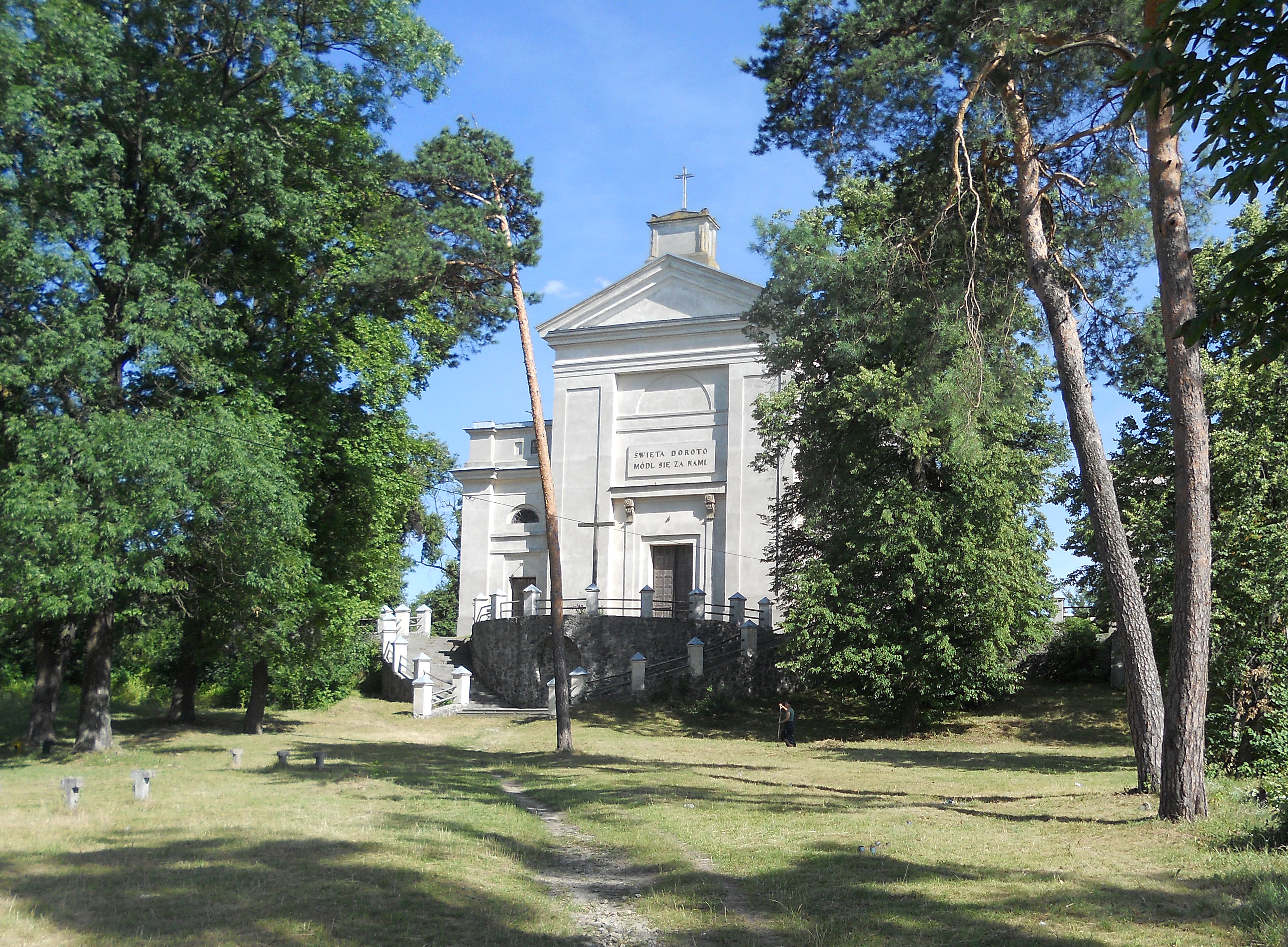
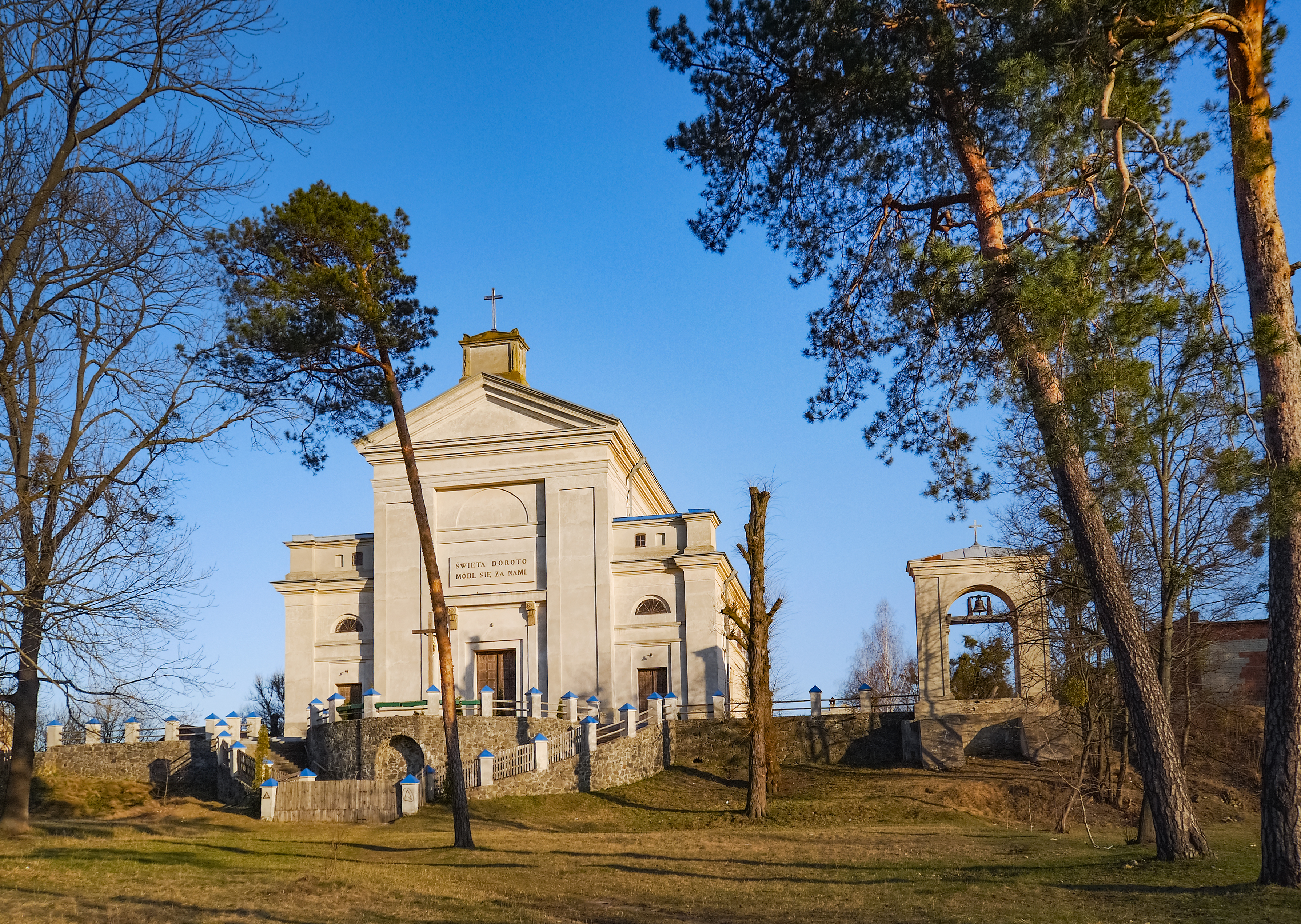
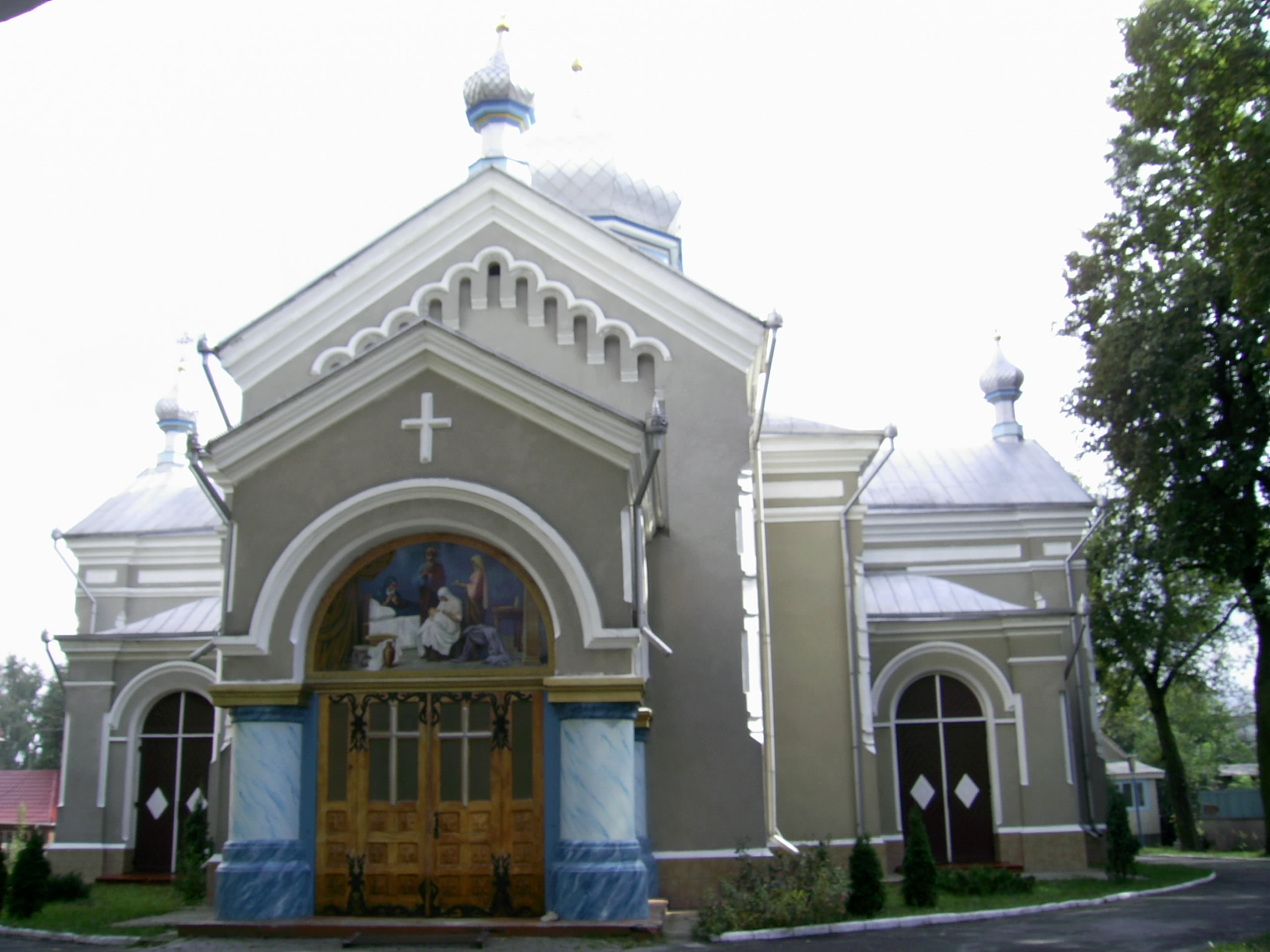
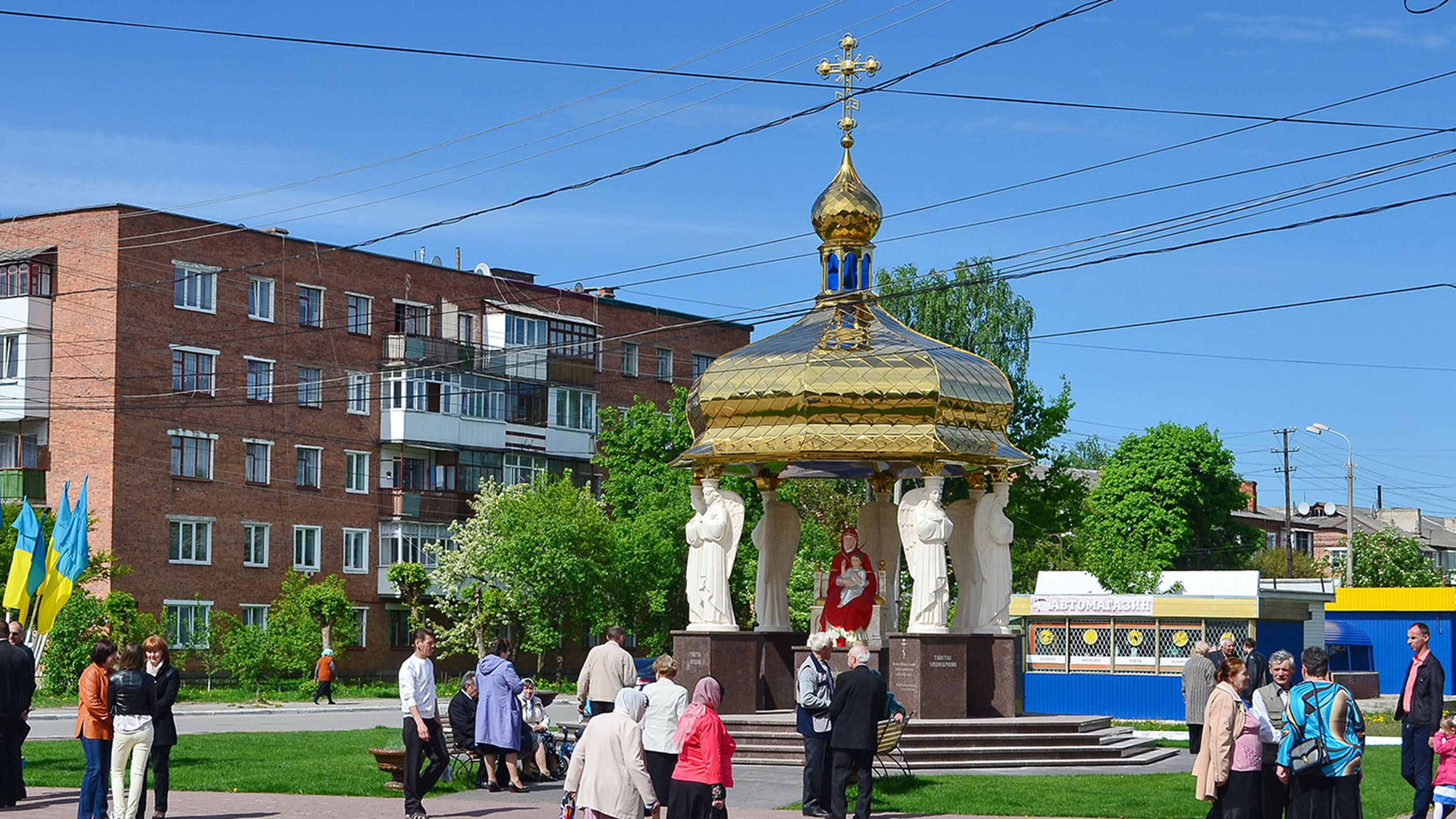
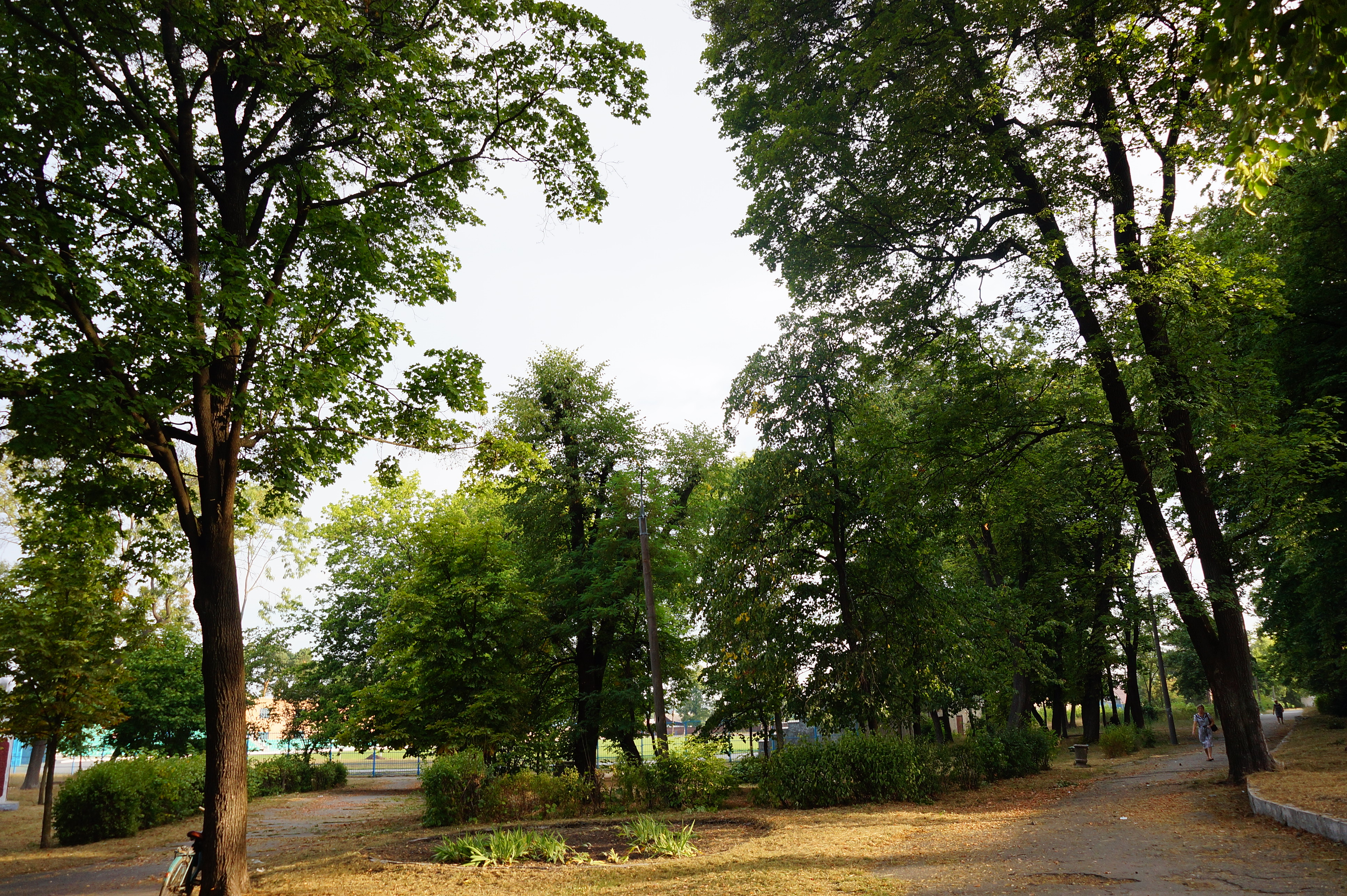
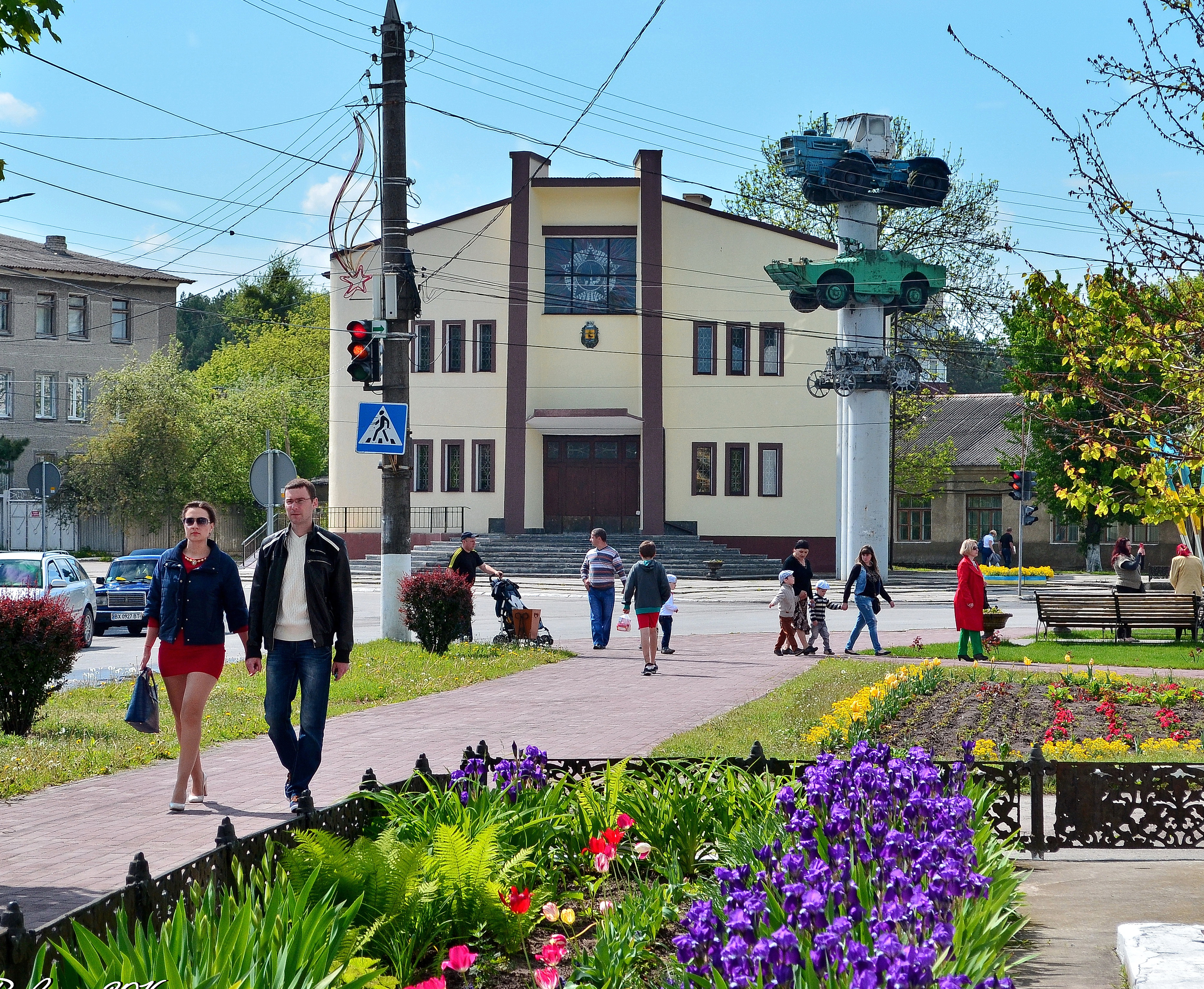
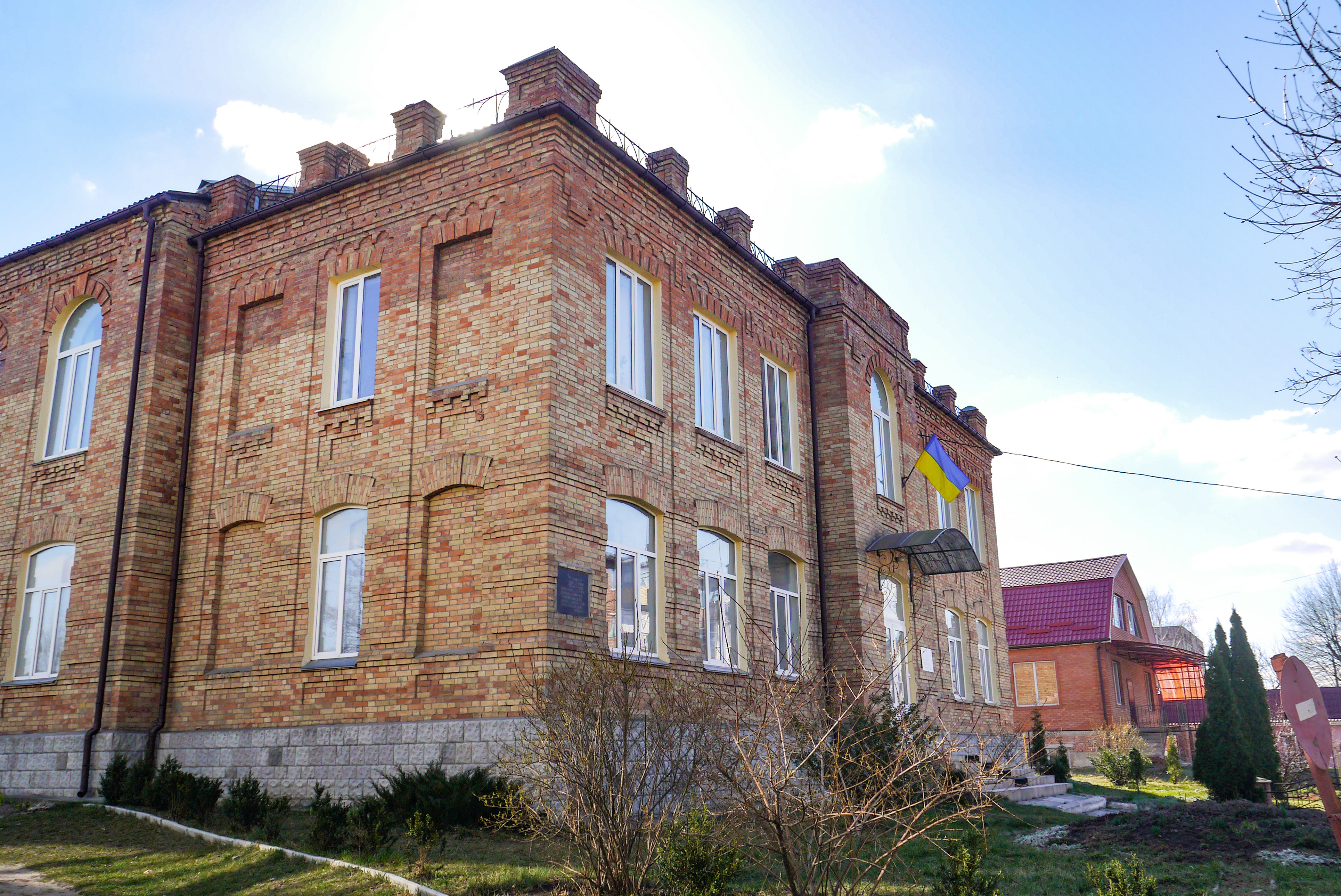
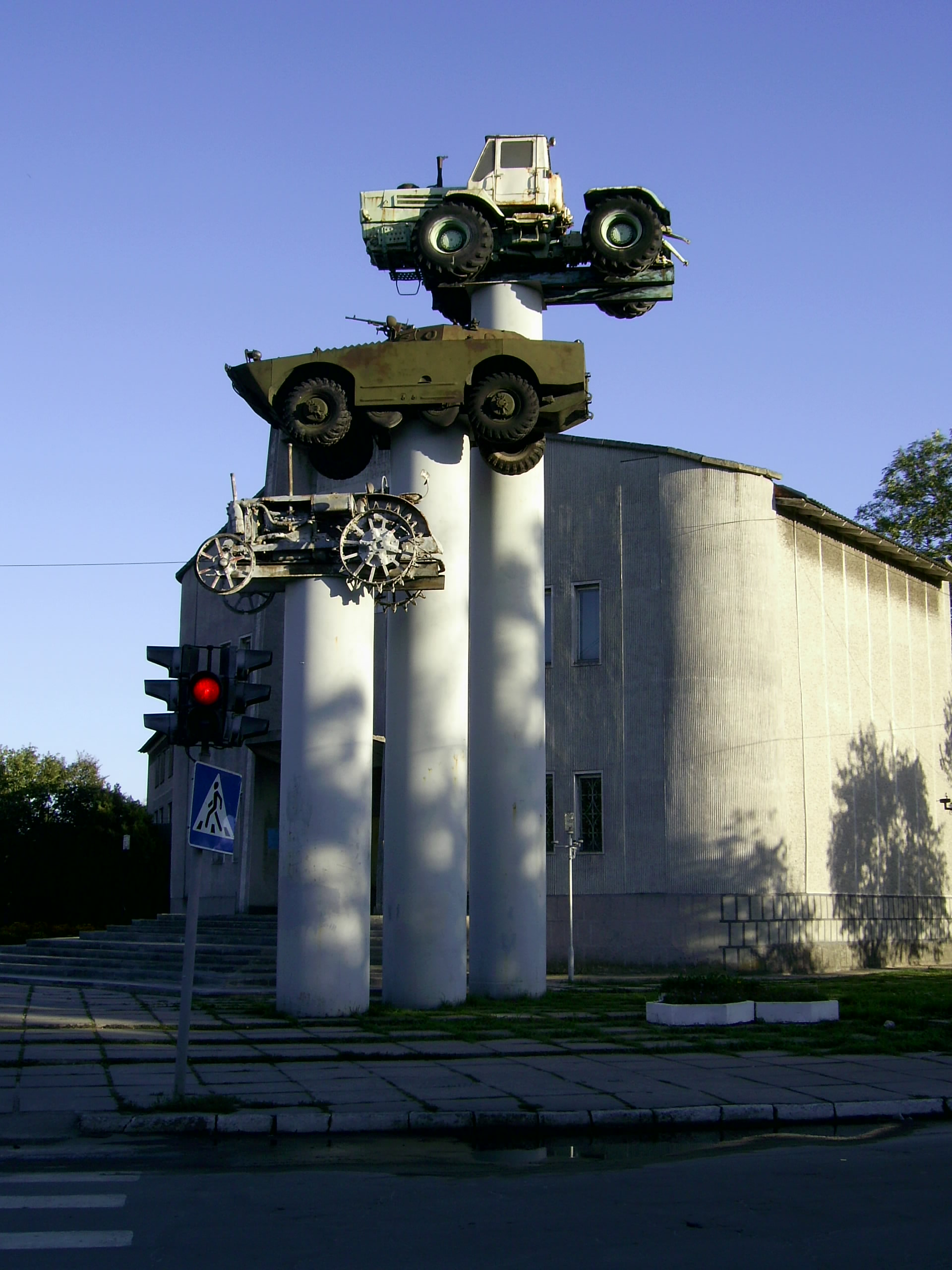

## 友好城市
- 波蘭 盧巴爾圖夫
- 波蘭 戈萊紐夫
- 乌克兰 马里乌波尔